# Pontiac, Illinois
Pontiac är en stad (city) i Livingston County, i delstaten Illinois, USA. Enligt United States Census Bureau har staden en folkmängd på 11 911 invånare (2011) och en landarea på 20 km². Pontiac är huvudort i Livingston County.